# Hydroporus cantabricus
Hydroporus cantabricus är en skalbaggsart som beskrevs av Sharp 1882. Hydroporus cantabricus ingår i släktet Hydroporus och familjen dykare. Inga underarter finns listade i Catalogue of Life.